# Il disertore (film 1983)
Il disertore è un film del 1983 diretto da Giuliana Berlinguer.
Pellicola prodotta da Rai 2 e tratta dall'omonimo romanzo di Giuseppe Dessì. Nel ruolo della protagonista Mariangela, Irene Papas.
Presentato in concorso alla 40ª Mostra internazionale d'arte cinematografica di Venezia (1983).